# طواف إسبانيا 1989
طواف إسبانيا 1989 هو سباق دراجات هوائية أقيم بتاريخ 24 أبريل - 15 مايو، تكون السباق من 21 مرحلة وامتدّ لمسافة 3656 كم بسرعة 39.309 كم/س، استغرق السباق 93 ساعة 01 دقيقة 47 ثانية. فاز به الإسباني بيدرو ديلغادو.

## الترتيب
| م                     | الدرّاج        | البلد   | الزمن                     |
| --------------------- | ------------- | ------- | ------------------------- |
| الفائز بالترتيب العام | بيدرو ديلغادو | إسبانيا | 93 ساعة 01 دقيقة 47 ثانية |